# La chiave misteriosa e il segreto che svelò
La chiave misteriosa e il segreto che svelò (The Mysterious Key and What It Opened) è un romanzo thriller del 1867 della scrittrice statunitense Louisa M. Alcott. Un'antica e oscura profezia fa da sfondo alle vicende di cui lady Trevlyn, sua figlia Lillian e Paul, servitore dal passato misterioso, sono i protagonisti nell'Inghilterra vittoriana di metà XIX secolo.

## Trama
Richard Trevlyn muore improvvisamente lasciando dietro di sé la moglie incinta, ma prima della sua morte lei lo sente conversare con qualcuno. Anni dopo appare un giovane insolito nella loro proprietà.

## Personaggi
- Sir Richard Trevlyn — marito di Lady Trevlyn ,morirà prima della nascita della figlia Lillian
- Lady (Alice) Trevlyn— moglie di Richard Trevlyn e madre di Lillian.
- Lillian Trevlyn — unica figlia di Richard e Lady Trevlyn
- Paul Jex/Talbot—  cugino di Elena, e in seguito amante di Lillian
- Kingston —servitore di casa Trevlyn
- Hester — la domestica di casa Trevlyn
- Colonnello J.R. Daventry— ex capo di Paul
- Maud Churchill — amica di Lillian
- Mr. Talbot — padre adottivo di Paul
- Mrs. Langdon — conoscente di Mr.Talbot
- Elena Trevlyn — primogenita di Sir Richard Trevlyn e cugina di Paul Talbot

## Profezia
«L'oro dei Trevlyn e le loro proprietá 
nessun erede, ne erediterà mai godrà 
in pace, se, sebbene arrugginita, la verità     
nella polvere dei Trevlyn svelata non verrà.»    
(CAPITOLO 1. La Profezia , traduzione di Daniele Cassis)    
«Dei Trevlyn le terre 
e dei Trevlyn l'oro 
gli eredi mai potran dir loro
e intanto tutto resterà
in cenere è la verità.»
(CAPITOLO 1. La Profezia, traduzione di Cecilia Martini)
«Trevlyn lands and Trevlyn gold,
Heir nor heiress e'er shall hold,
Undisturbed, till, spite of rust,
Truth is found in Trevlyn dust.»
(Testo originale)

## Edizioni
- Louisa May Alcott. La chiave misteriosa e il segreto che svelò. Traduzione di Daniele Cassis. Milano «13Lab Editore» brossura, I edizione originale italiana, dicembre 2019. ISBN 9788899633325
- Louisa May Alcott. La chiave misteriosa. Traduzione di Cecilia Martini. «SAGA Egmont» Audiolibro, pubblicato il 22/02/2022. ISBN 9788728223208